# Tomoya Tsuruta
Pour les articles homonymes, voir Tsuruta (homonymie).
Tomoya Tsuruta (鶴田 知也, Tsuruta Tomoya), né le 19 février 1902 à Kokura (devenue Kitakyūshū dans la préfecture de Fukuoka), au Japon, et mort le 1er avril 1988, est un écrivain japonais. 

## Biographie
Tomoya Tsuruta est né à Kokura, au Japon. Après avoir fréquenté l'école locale, il s'installe à Tokyo et commence à étudier la théologie d'Uemura Masahisa. Il quitte l'université sans diplôme et se rend dans Hokkaidō. Il se retire en tant que saisonnier agricole et ouvrier errant dans tout le Japon.
À Nagoya, il rencontre Yoshiki Hayama qui le fait adhérer au syndicat et il rejoint le mouvement démocratique sous l'influence d'Hitoshi Yamakawa. Après la guerre, il rejoint le parti socialiste japonais. Il entreprend de créer des groupes de littérature, voire de littérature socialiste, pour les paysans.
Avec Koshamain-ki (コシヤマイン記), consacré à la révolte de Koshamain (胡奢魔犾, 胡奢麻尹, 胡奢魔尹), menée par le chef Aïnou du XVe siècle à Ezo (Hokkaidō), à la tête d'un soulèvement contre les Japonais, Tsuruta reçoit en 1936 le prix Akutagawa. Il choisit la poésie épique comme style littéraire de prédilection.